# San Vicente Tancuayalab (kommun)
San Vicente Tancuayalab är en kommun i Mexiko.   Den ligger i delstaten San Luis Potosí, i den sydöstra delen av landet, 270 km norr om huvudstaden Mexico City.
Följande samhällen finns i San Vicente Tancuayalab:
- San Vicente Tancuayalab
- El Álamo
- El Sasub
- San Juan de las Vegas
- Francisco Villa
- General León Martínez MHD
- Nuevo Jomté
- Tanchuiche
- Lázaro Cárdenas
- Tasajeras
- Ricardo Flores Magón
- Ejido la Bolsa Uno
- Colonia Juárez